# Tetraponera atra
Tetraponera atra är en myrart som beskrevs av Horace Donisthorpe 1949. Tetraponera atra ingår i släktet Tetraponera och familjen myror. Inga underarter finns listade i Catalogue of Life.